# کلاین لوکوو (مکلنبورگ-فورپومرن)
کلاین لوکوو (به آلمانی: Klein Lukow) یک منطقهٔ مسکونی در آلمان است که در پنتسلین واقع شده‌است. کلاین لوکوو ۲۴۷ نفر جمعیت دارد.